# مارتا بوون
مارتا بوون (به انگلیسی: Martha Bowen) (زادهٔ ۱۹۸۰) شناگر اهل ایالات متحده آمریکا است.